# Antri Christoforou
Antri Christoforou (* 2. April 1992 in Strovolos) ist eine zyprische Radrennfahrerin, die Rennen auf der Straße und mit dem Mountainbike bestreitet. Sie ist seit Mitte der 2010er Jahre die dominierende Radsportlerin ihres Landes.

## Sportlicher Werdegang
Christoforou begann ihre Karriere im Mountainbikesport, wo sie die Landesmeisterschaften 2010 als Juniorin und 2012 in der Elite gewann. Ab 2013 trat sie im internationalen Straßenradsport auf, indem sie ihr Land bei Europameisterschaften 2013 und den Commonwealth Games 2014 vertrat.
2016 war Christoforou erstmals bei einem UCI-registrierten Team unter Vertrag, der italienischen Mannschaft Servetto Footon. Sie trat nun regelmäßig bei Rennen in Europa an, außerdem wurde sie zweifache zyprische Meisterin im Straßenrennen sowie im Einzelzeitfahren; diese Titel gewann sie bis 2024 mit wenigen Ausnahmen jedes Jahr. Sie startete im Straßenrennen der Olympischen Spiele in Rio de Janeiro, konnte es aber nicht beenden. Bei den Spielen der kleinen Staaten von Europa 2017 in San Marino gewann sie das Einzelzeitfahren und wurde Zweite im Mountainbike-Wettbewerb, bei den Mittelmeerspielen 2018 in Tarragona belegte sie im Einzelzeitfahren Platz drei. Im selben Jahr startete sie im Mountainbike-Rennen bei den Commonwealth Games in Gold Coast, Australien, schied aber aus.
Ab 2018 wechselte sie mehrfach von einem Team zum anderen, ihre Mountainbike-Aktivitäten stellte sie ein. Siege erzielte sie bei mehreren kleineren Rennen in Israel und Osteuropa. Mehrfach trat sie bei Weltmeisterschaften an, so 2018 in Innsbruck mit Rang 35 im Einzelzeitfahren. Bei ihrer zweiten Olympiateilnahme 2021 musste sie wie 2016 vorzeitig aufgeben.
2022 gewann Christoforou das französische Eintagesrennen La Classique Morbihan und wurde in der Folge von Human Powered Health unter Vertrag genommen, womit sie erstmals für ein WorldTeam fuhr. Auf diese Weise nahm sie unter anderem an der Tour de France Femmes 2022 und 2023 teil sowie am Giro d’Italia Donne 2024. Für 2024 wechselte sie zu Roland, einem anderen WorldTeam, und nahm bei ihrer dritten Olympiateilnahme am Straßenrennen von Paris teil.

## Privates
Antri Christoforou ist verheiratet mit dem Radsportler Marios Athanasiadis.

## Erfolge

### Straße
2016
- Dead Sea-Scorpion Pass
- Arava-Arad
- Zyprische Meisterin – Straßenrennen, Einzelzeitfahren

2017
- Spiele der kleinen Staaten von Europa – Einzelzeitfahren
- Zyprische Meisterin – Straßenrennen

2018
- VR Women ITT
- Mittelmeerspiele – Einzelzeitfahren
- Zyprische Meisterin – Straßenrennen, Einzelzeitfahren

2019
- Scorpion’s Pass TT
- Zyprische Meisterin – Straßenrennen, Einzelzeitfahren

2020
- Zyprische Meisterin – Straßenrennen, Einzelzeitfahren

2021
- Zyprische Meisterin – Straßenrennen, Einzelzeitfahren

2022
- La Classique Morbihan
- Zyprische Meisterin – Straßenrennen, Einzelzeitfahren

2023
- Aphrodite Cycling Race – Women for Future
- Aphrodite Cycling Race – Einzelzeitfahren
- GP of the Mayor of the city Žiar nad Hronom
- Zyprische Meisterin – Straßenrennen, Einzelzeitfahren

2024
- Grand Prix Surf City El Salvador
- Zyprische Meisterin – Straßenrennen, Einzelzeitfahren

### Mountainbike
2010
- Zyprische Meisterin (Junioren) – Cross-Country

2012
- Zyprische Meisterin – Cross-Country

2017
- Spiele der kleinen Staaten von Europa – Cross Country
- Zyprische Meisterin – Cross-Country

2018
- Zyprische Meisterin – Cross-Country